# Episodi di Dirt (prima stagione)
La prima stagione della serie televisiva Dirt è stata trasmessa negli Stati Uniti per la prima volta dall'emittente FX dal 2 gennaio al 27 marzo 2007.
In Italia, è stata trasmessa in prima visione dal 14 ottobre 2007 al 5 gennaio 2008 su LA7.
| nº | Titolo originale                            | Titolo italiano                       | Prima TV USA     | Prima TV Italia  |
| -- | ------------------------------------------- | ------------------------------------- | ---------------- | ---------------- |
| 1  | Pilot                                       | Il lato oscuro del gossip             | 2 gennaio 2007   | 14 ottobre 2007  |
| 2  | Blogan                                      | Blogan                                | 9 gennaio 2007   | 21 ottobre 2007  |
| 3  | Ovophagy                                    | Ovofagia                              | 16 gennaio 2007  | 28 ottobre 2007  |
| 4  | What to Expect When You're Expecting        | Che cosa aspettarsi quando si aspetta | 23 gennaio 2007  | 3 novembre 2007  |
| 5  | You Don't Know Jack                         | Non conoscete Jack                    | 30 gennaio 2007  | 10 novembre 2007 |
| 6  | The Secret Lives of Altar Girls             | Le ragazze casa e chiesa              | 6 febbraio 2007  | 17 novembre 2007 |
| 7  | Come Together                               | Avvicinarsi                           | 13 febbraio 2007 | 24 novembre 2007 |
| 8  | The Thing Under the Bed                     | La cosa sotto il letto                | 20 febbraio 2007 | 1º dicembre 2007 |
| 9  | This Is Not Your Father's Hostage Situation | Padri e figli                         | 27 febbraio 2007 | 8 dicembre 2007  |
| 10 | The Sexxx Issue                             | Edizione speciale vietata ai minori   | 6 marzo 2007     | 15 dicembre 2007 |
| 11 | Pap Smeared                                 | L'infame vita dei paparazzi           | 13 marzo 2007    | 22 dicembre 2007 |
| 12 | Caught on Tape                              | Il video                              | 20 marzo 2007    | 29 dicembre 2007 |
| 13 | Ita Missa Est                               | Ita missa est                         | 27 marzo 2007    | 5 gennaio 2008   |